# Spoonful
Singles de Howlin' Wolf
I've Been Abused/ Mr. Airplane Man
(1959) Wang Dang Doodle/ Back Door Man
(1960)
Pistes de Wheels of Fire
Crossroads Traintime
Spoonful est un standard du blues écrit par Willie Dixon et initialement enregistré en 1960 par Howlin' Wolf. La chanson est librement inspirée de A Spoonful Blues, chanson enregistrée en 1929 par Charley Patton (Paramount 12869), elle-même apparentée à All I Want Is A Spoonful enregistrée en 1925 par Papa Charlie Jackson, et à Cocaine Blues de Luke Jordan (1927).
La version de Howlin' Wolf a été introduite au Blues Foundation Hall of Fame en 2010 dans la catégorie Classics of Blues Recordings et le Rock and Roll Hall of Fame l'a listée parmi les 500 Songs that Shaped Rock and Roll. Spoonful est aussi classée 219e par le magazine Rolling Stone dans la liste 500 Greatest Songs of All Time.

## Version de Howlin' Wolf
Spoonful a une structure de blues à un accord classique dans les compositions de Dixon pour Wolf, telles que Wang Dang Doodle et Back Door Man mais aussi dans les propres compositions de Wolf comme Smokestack Lightning.
Wolf est au chant ; il est accompagné de Hubert Sumlin (guitare), Freddie Robinson (seconde guitare), Otis Spann (piano), Fred Below (batterie) et Dixon (contrebasse). Certains suggèrent que Freddie King était à la seconde guitare, mais Sumlin comme Robinson affirment qu'il s'agissait bien de Robinson. En 1962, la chanson est incluse dans le deuxième album de Wolf, Howlin' Wolf (Chess LP-1469), qui compile divers singles sortis au long de sa carrière.
En 1968, Wolf réenregistre à contrecœur Spoonful et d'autres classiques selon la volonté de Marshall Chess d'en moderniser la sonorité pour l'adapter au marché du rock alors en pleine ébullition. Contrairement à la version de 1971 enregistrée sur The London Howlin' Wolf Sessions (Chess LP-60008), où il est accompagné entre autres par Eric Clapton, Steve Winwood, Bill Wyman et Charlie Watts, la version de 1968 a été enregistrée avec des musiciens de studio peu connus. L'album issu de ces réenregistrements de 1968, The Howlin' Wolf Album (Cadet Concept LPS-319), est un échec commercial et musical, Wolf déclarant à son propos dans une interview à Rolling Stone : « Mec… ce truc est de la merde en barre, ».
En 2013, la chanson apparaît dans le film Le Loup de Wall Street (The Wolf of Wall Street) de Martin Scorsese.

## Versions de Cream
Le groupe de blues rock Cream enregistre Spoonful sur leur premier album sorti en 1966, Fresh Cream (Reaction 591 001). Sur l'édition américaine de Fresh Cream (Atco SD 33-206), la chanson est remplacée par I Feel Free. Spoonful sort aux États-Unis en 1967 sur les deux faces d'un single (Atco 45-6522) : la face A s'interrompt au moment du break instrumental et la face B commence juste avant le troisième couplet.
Une version de près de dix-sept minutes, enregistrée en public, se trouve sur l'album Wheels of Fire.

## Autres versions
Spoonful a été reprise par divers artistes tels que The Blues Project (sur l'album Live at The Cafe Au Go Go), Etta James (sur l'album At Last!), le Paul Butterfield Blues Band, Canned Heat, Dion DiMucci, les Allman Joys, Shadows of Knight, Ten Years After, The Grateful Dead, Gov't Mule, The Who, Delbert McClinton, Johnny Diesel (Short Cool Ones), Chris Whitley (Perfect Day), My Midnight Creeps, Blues Creation, Patrick Verbeke (sur l'album Blues & Ladies), Selah Sue (publicité Häagen-Dazs), Bruce Baker & Moore (BBM ) et par l'auteur lui-même Willie Dixon. La chanson de Charley Patton est disponible sur sa compilation The Music Never Stopped: Roots of the Grateful Dead.
En jazz, Spoonful a été  enregistré par Gil Evans (l'arrangeur des enregistrements de Miles Davis chez CBS) dans le CD The individualism of Gil Evans chez Verve en 1988 (le morceau est de mai 1964, publié beaucoup plus tard). C'est un morceau lent et profond, qui met en valeur, Kenny Burrell, Thad Jones, Phil Woods, Harry Lookofsky (violon ténor) et Elvin Jones.